# 萧范
蕭範（499年—550年），字世儀，南兰陵郡兰陵县（今江苏省常州市武进区）人，鄱陽忠烈王蕭恢世子，南梁官员。

## 生平
蕭範喜好附庸风雅，温和有器识。初任太子洗馬、秘書郎，历任黄門郎、衛尉卿。毎夜亲自巡警，武帝嘉其劳苦。出为益州（治成都，今四川成都）刺史，在州开通剑道，收复华阳（今四川梓潼东北）。召還建康为領軍将軍、侍中。539年（大同五年）为中书令。
蕭範虽无学問才艺，而以籌略自命，愛好收藏古玩，招集文士。541年（大同七年）任使持節、都督雍梁東益南北秦五州諸軍事、鎮北将軍、雍州刺史，善于抚御将士。547年（太清元年），北伐東魏，蕭範为使持節、征北大将軍、总督漢北征討諸軍事，進攻穰城。转任安北将軍、南豫州刺史。侯景在渦陽敗於慕容紹宗，撤退到寿陽，翌年，蕭範为合州刺史，屯駐合肥。蕭範上奏侯景有反叛之心，朱异扣留没有禀报武帝。
侯景之乱时，侯景包围建康，蕭範派儿子蕭嗣和裴之高援救建康。549年（太清三年），受位開府儀同三司、進号征北将軍。建康陷落，蕭範放棄合肥，向東魏求援兵派遣两个儿子为人質。550年（大宝元年），東魏占据合肥，但没有帮助蕭範。蕭範進退失据，西上置軍樅陽，联絡尋陽王蕭大心。蕭範率軍到達湓城，交通断绝，率领的軍队多有餓死者。蕭範自己憂憤不已，背中长出膿瘍，死时享年五十二岁。

## 子孫
蕭範之子十六人，在蕭範死後被侯景部将于慶之所攻，被侯瑱强迫降于侯景之後皆被坑殺在石頭城。
- 子：蕭嗣，字長胤，鄱陽世子，官至晋州刺史，为侯景部将任約所攻，中流矢陣亡
- 子：定襄侯
  - 孫：萧平仲，定襄侯第五子，官至隋朝新城郡东曹掾[2]